# Camptoneuromyia meridionalis
Camptoneuromyia meridionalis är en tvåvingeart som beskrevs av Ephraim Porter Felt 1910. Camptoneuromyia meridionalis ingår i släktet Camptoneuromyia och familjen gallmyggor. Inga underarter finns listade i Catalogue of Life.